# Benest
Pour l’article ayant un titre homophone, voir Benet (homonymie).
Benest [bənɛ] est une commune du Sud-Ouest de la France, située dans le département de la Charente (région Nouvelle-Aquitaine).
Ses habitants sont appelés les Benestois et Benestoises.

## Géographie

### Localisation et accès
Située à l'extrémité nord du canton de Champagne-Mouton, la commune de Benest, traversée par la Charente, est située au nord-ouest du département de la Charente et est limitrophe avec le département de la Vienne.
Le bourg de Benest, à sept kilomètres au nord de Champagne-Mouton et vingt kilomètres de Confolens, est une très ancienne localité, construite au sommet des hautes collines qui dominent la vallée de la Charente.

### Hameaux et lieux-dits
Les principaux hameaux de la commune sont : Sainte-Terre, où se trouve le logis du même nom ; Loume, sur la route d'Alloue ; les Uzières, près du bourg ; Pailler et Couderle, dans le sud de la commune ; Chez Père Thomas, le Peu sur la route du Bouchage ; Chez Vaslet, au-dessus de la Charente ; le Courteil ; Chez Ribourgeoux, sur la route de Pleuville ; le Thiollet ; l'Âge Clanchaud, dans l'est, etc..

### Communes limitrophes
| Le Bouchage      | Chatain (Vienne) | Pleuville |
| Vieux-Ruffec     | Benest           | Alloue    |
| Champagne-Mouton | Saint-Coutant    |           |

### Géologie et relief
Géologiquement, la commune est dans le calcaire du Jurassique du Bassin aquitain, comme tout le Nord-Charente. Le Bajocien (Dogger) apparaît sur les flancs de la vallée de la Charente. Le plateau est toutefois recouvert sur une petite partie centrale par des altérites sous forme d'argile à silex (appelée aussi argile rouge à châtaigniers), et sur une majeure partie par de l'argile sableuse, dépôts du Tertiaire en provenance du Massif central,,.
Le relief de la commune est celui d'un plateau d'une altitude moyenne de 170 m traversé en son centre par la vallée de la Charente. Les points culminants sont à une altitude de 192 m, situés au sud-ouest et au sud-est (bornes IGN). Le point le plus bas est à 132 m, situé le long de la Charente sur la limite départementale au nord. Le bourg, dominant la vallée, est à 160 m d'altitude.

### Hydrographie

#### Réseau hydrographique

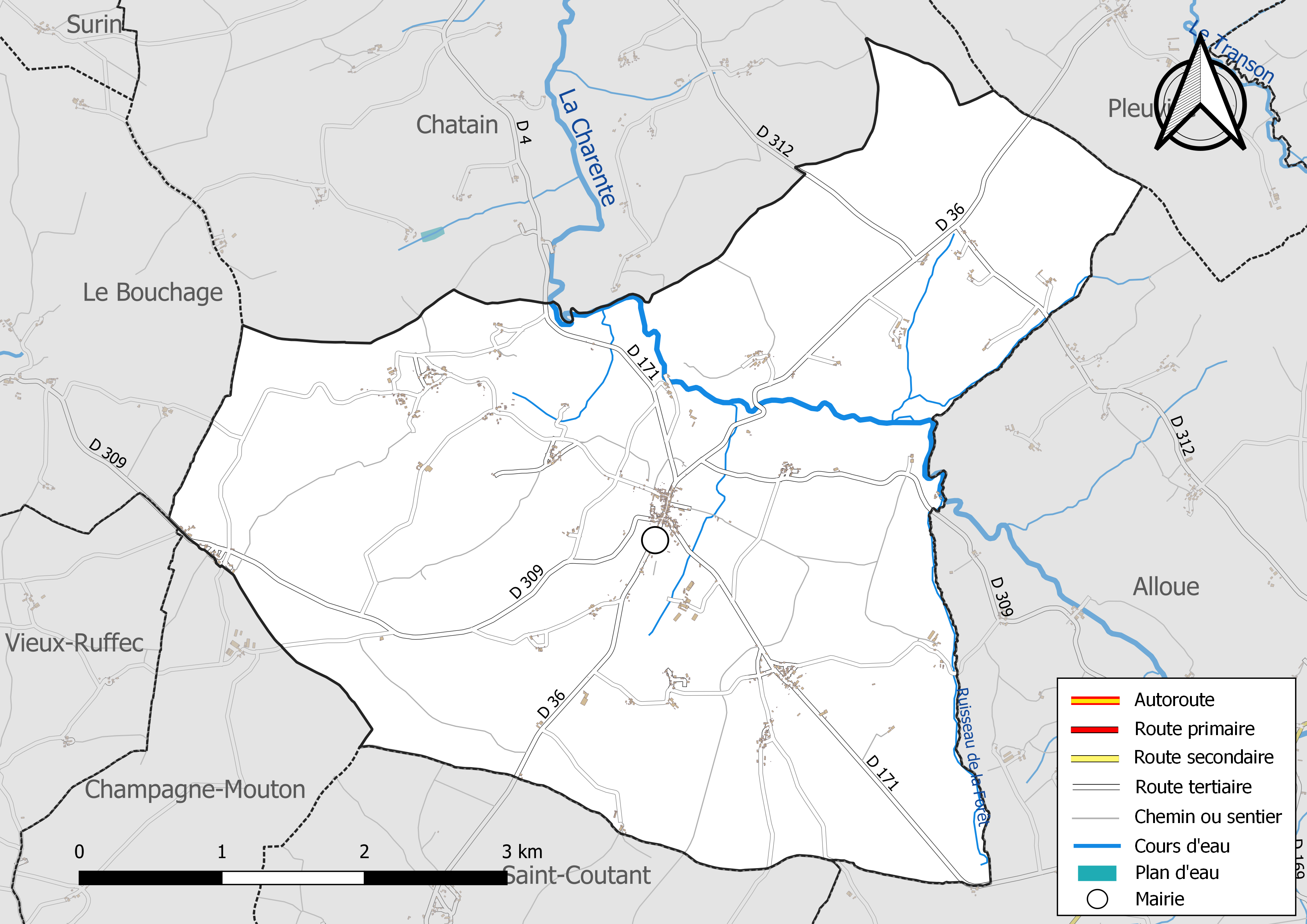
Réseaux hydrographique et routier de Benest.

La commune est située dans le bassin versant de la Charente au sein  du Bassin Adour-Garonne. Elle est drainée par la Charente, le ruisseau de la Forêt et par divers petits cours d'eau, qui constituent un réseau hydrographique de 14 km de longueur totale,.
La Charente sur sa section entre Roumazières et Civray, traverse la commune du sud-est au nord-ouest avant de quitter le département, pour y entrer à nouveau à Taizé-Aizie. D'une longueur totale de 381,4 km, elle prend sa source dans la commune de Chéronnac et se jette  dans le Golfe de Gascogne, après avoir traversé 117 communes.
Le ruisseau de la Forêt limite la commune au sud-est et se jette dans la Charente sur sa rive gauche. Sur la rive droite, un autre ruisseau intermittent descendant de la fontaine de Fontbeau limite la commune à l'est. Un autre descend du château d'Ordières.
Au pied du bourg, un ruisseau naissant à Chez Jean-Dubois alimente un lavoir avant de se jeter dans la Charente sur la rive gauche, ainsi qu'un autre au pied de Chez Maigret.
Malgré le sol de nature karstique et quelques gouffres, on trouve de nombreuses sources, fontaines et puits.
Au sud de la commune, la Fosse Malibet est occupée par un petit étang.

#### Gestion des cours d'eau
Le territoire communal est couvert par le schéma d'aménagement et de gestion des eaux (SAGE) « Charente ». Ce document de planification, dont le territoire correspond au bassin de la Charente, d'une superficie de 9 300 km2, a été approuvé le 19 novembre 2019. La structure porteuse de l'élaboration et de la mise en œuvre est l'établissement public territorial de bassin Charente. Il définit sur son territoire les objectifs généraux d’utilisation, de mise en valeur et de protection quantitative et qualitative des ressources en eau superficielle et souterraine, en respect des objectifs de qualité définis dans le troisième SDAGE  du Bassin Adour-Garonne qui couvre la période 2022-2027, approuvé le 10 mars 2022.

### Climat
Le climat est océanique aquitain dégradé. C'est celui de la Charente limousine toute proche, plus humide et plus frais que celui du reste du département.

### Limite dialectale
La commune est située dans le domaine poitevin (langue d'oïl) à la limite du domaine marchois (occitan) au sud (Alloue),.

## Urbanisme

### Typologie
Au 1er janvier 2024, Benest est catégorisée commune rurale à habitat très dispersé, selon la nouvelle grille communale de densité à 7 niveaux définie par l'Insee en 2022.
Elle est située hors unité urbaine et hors attraction des villes,.

### Occupation des sols
L'occupation des sols de la commune, telle qu'elle ressort de la base de données européenne d’occupation biophysique des sols Corine Land Cover (CLC), est marquée par l'importance des territoires agricoles (87 % en 2018), une proportion sensiblement équivalente à celle de 1990 (87,1 %). La répartition détaillée en 2018 est la suivante : 
prairies (41,6 %), terres arables (28,3 %), zones agricoles hétérogènes (17 %), forêts (13 %). L'évolution de l’occupation des sols de la commune et de ses infrastructures peut être observée sur les différentes représentations cartographiques du territoire : la carte de Cassini (XVIIIe siècle), la carte d'état-major (1820-1866) et les cartes ou photos aériennes de l'IGN pour la période actuelle (1950 à aujourd'hui).

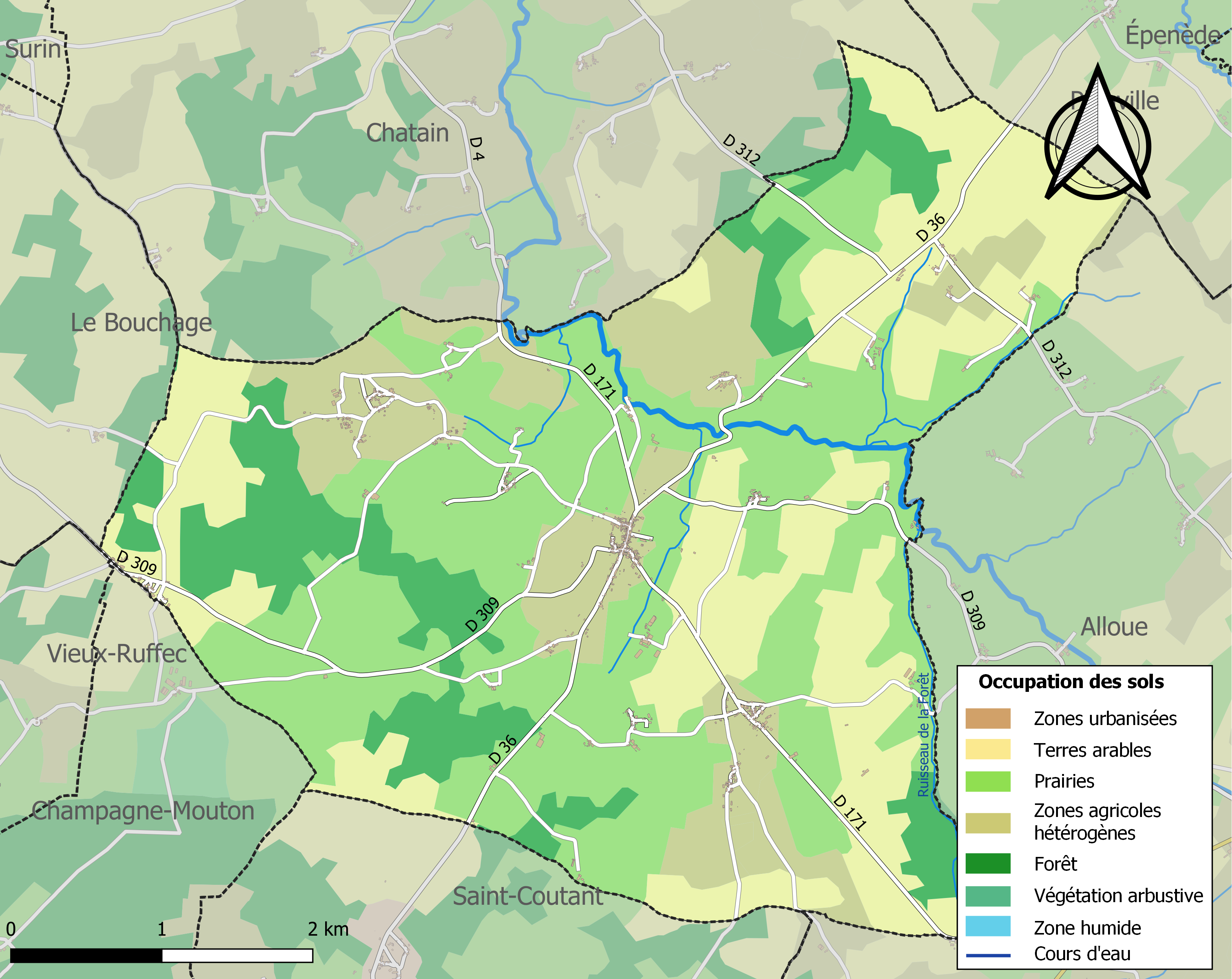
Carte des infrastructures et de l'occupation des sols de la commune en 2018 (CLC).

### Risques majeurs
Le territoire de la commune de Benest est vulnérable à différents aléas naturels : météorologiques (tempête, orage, neige, grand froid, canicule ou sécheresse) et séisme (sismicité faible). Il est également exposé à un risque technologique, la rupture d'un barrage. Un site publié par le BRGM permet d'évaluer simplement et rapidement les risques d'un bien localisé soit par son adresse soit par le numéro de sa parcelle.

#### Risques naturels

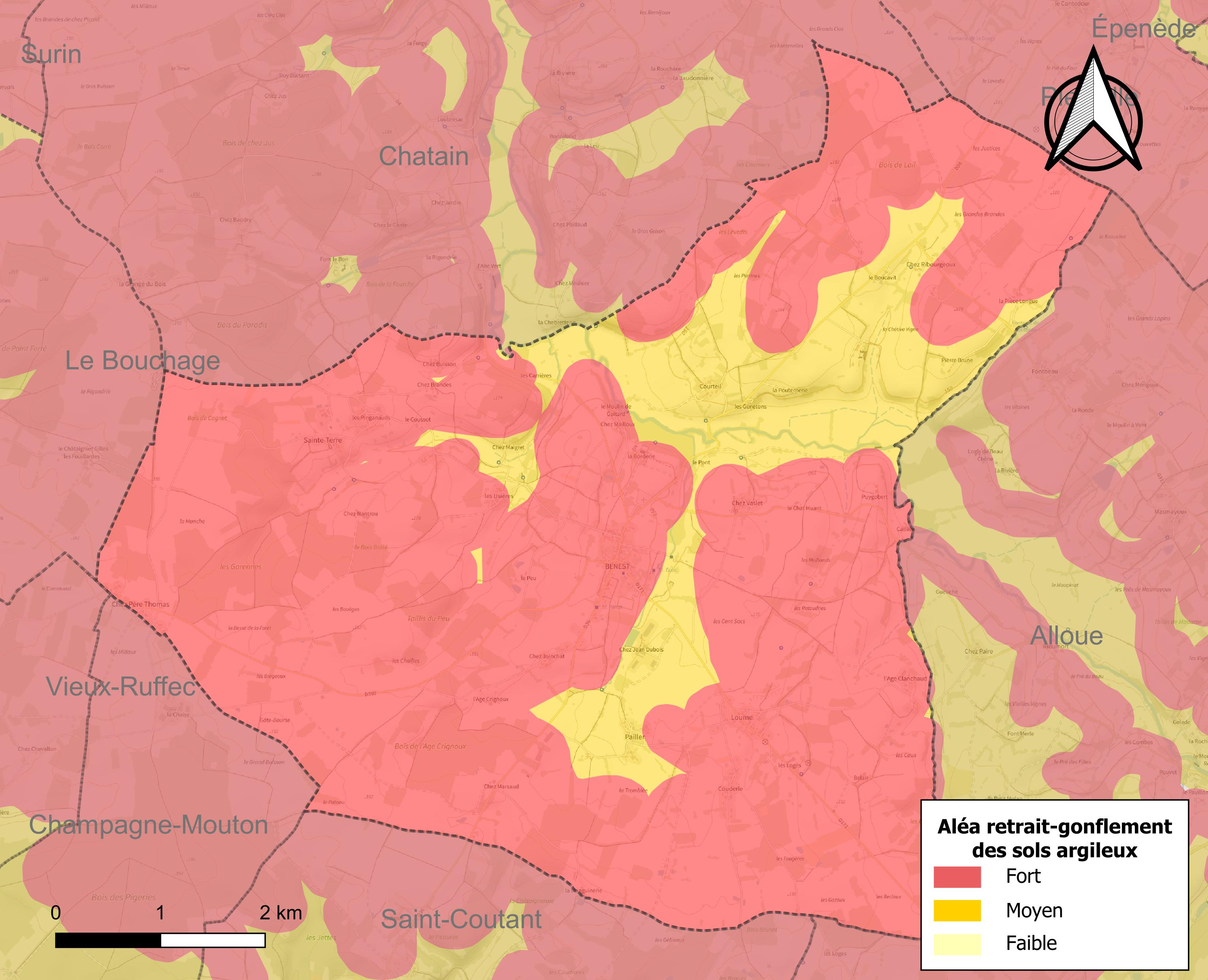
Carte des zones d'aléa retrait-gonflement des sols argileux de Benest.

Le retrait-gonflement des sols argileux est susceptible d'engendrer des dommages importants aux bâtiments en cas d’alternance de périodes de sécheresse et de pluie. La totalité de la commune est en aléa moyen ou fort (67,4 % au niveau départemental et 48,5 % au niveau national). Sur les 340 bâtiments dénombrés sur la commune en 2019,  340 sont en aléa moyen ou fort, soit 100 %, à comparer aux 81 % au niveau départemental et 54 % au niveau national. Une cartographie de l'exposition du territoire national au retrait gonflement des sols argileux est disponible sur le site du BRGM,.
Par ailleurs, afin de mieux appréhender le risque d’affaissement de terrain, l'inventaire national des cavités souterraines permet de localiser celles situées sur la commune.
La commune a été reconnue en état de catastrophe naturelle au titre des dommages causés par les inondations et coulées de boue survenues en 1982, 1983, 1999 et 2013. Concernant les mouvements de terrains, la commune a été reconnue en état de catastrophe naturelle au titre des dommages causés par la sécheresse en 2005, 2009 et 2011 et par des mouvements de terrain en 1999.

#### Risques technologiques
La commune est en outre située en aval du barrage de Mas Chaban, un ouvrage de classe A. À ce titre elle est susceptible d’être touchée par l’onde de submersion consécutive à la rupture de cet ouvrage.

## Toponymie
Les formes anciennes sont Benaiae en 1113, Benaio, Benaiaco au Moyen Âge, Benays en 1597. La carte de Cassini écrit déjà Benest au XVIIIe siècle.
D'après Dauzat, le nom serait issu de *Benatius ou *Benacius, nom d'homme gallo-romain, lui-même dérivant du gaulois Benos, avec suffixe -acum. Cette interprétation se rapproche de celle de Dottin, supposant le nom issu de *Benaiascum signifiant « domaine de Benaius ». Le suffixe -ascus est ligure; le premier élément est commun au ligure et au gaulois.

## Histoire
À l'époque romaine, Benest appartenait à la cité des Pictons. Le pont traversant la Charente en direction de Pleuville aurait une assise antique supposée romaine, mais aucune voie romaine n'est signalée à proximité.
En 1153, Benest, paroisse du sud du Poitou, était le siège d'un prieuré fondé par les moines de Charroux. Le prieur était seigneur temporel de la paroisse, et sa justice relevait par appel de celle de l'abbé de Charroux. Au début du XXe siècle, il ne restait plus de la maison prieurale que de vieux bâtiments aux tourelles décapitées qui enserraient l'église à l'ouest et au sud,.
Les pierres tombales anciennes présentes dans le cimetière au nord du village seraient le témoignage des quelques batailles à Benest. On y a trouvé beaucoup de sarcophages qui ont de particulier, qu'ils sont en calcaire tendre étranger au pays, et connu sous le nom de pierre d'Angoulême, calcaire dont les gisements les plus proches sont distants d'une cinquantaine de kilomètres.
Suivant la tradition populaire, la terre de Benest fut le théâtre d'une bataille sanglante que Charlemagne livra aux Sarrasins (ils occupaient alors une partie de l'Aquitaine). Charlemagne, satisfait de la conduite des habitants de Benest, leur accorda l'exemption de toutes contributions aux charges publiques, tailles et impôts locaux, leur bâtit une église, et y fonda deux services annuels, l'un en l'honneur des guerriers morts en le défendant, et l'autre, que l'on appelait Trentaine, parce qu'il durait trente jours consécutifs, devait être célébré à la mort de chaque roi de France (aux frais de la paroisse, comprenant l’aumône aux pauvres et la rétribution des nombreux prêtres, curés et chapelains qui y participent).
Les lettres patentes qui établissaient cette franchise, déposées à l'abbaye de Charroux, ont hélas disparu pendant la guerre de Cent Ans, et Benest dut solliciter à l'avènement de chaque roi (parfois avec difficultés, comme sous les règnes de Henri III, Louis XIV et Louis XVI) le renouvellement de ces lettres de franchises jusqu'à la Révolution. Les habitants restaient cependant soumis aux impositions militaires (logement des troupes, fourrage et autres taxes militaires).
Ce privilège accordé aux habitants de Benest leur fut confirmé par François Ier. On lit sur un des murs de l'église cette inscription, en lettres gothiques : « L'année 1517, franchise de Benays fut mise au net par François, roi de France, qui leur bailla cette allégeance en conservant leur privilège donné par Charlemagne »,.
La pierre qui contient ces mots est encore assez bien conservée ; mais les titres, abolis par l'Assemblée nationale, furent brûlés pendant la Révolution[réf. nécessaire].
Les communes de Montembœuf et de Vitrac jouissaient des mêmes privilèges, et les ont perdus de même[réf. nécessaire].
Au XVIIe siècle, des Benestois adhèrent au protestantisme. La petite église protestante de Courteil est évoquée en 1623 dans l'histoire des protestants du Poitou du pasteur Lièvre, comme rattachée au Poitou protestant. En 1633, le pasteur Clemenceau y habite et y exerce. Vers 1666, Maillot y est pasteur. De 1673 à 1683, Jacques Huet occupe cette charge. En 1681, des dragonnades se déroulent dans la région de Champagne-Mouton : huit abjurations à Benest.
La famille de Mascureau est seigneur de Sainte-Terre aux XVIIe et XVIIIe siècles.
Lors de la formation du nouveau département de la Charente (1790), Benest ne souhaitait pas en faire partie et préférait être rattaché à la Vienne.
Le 24 juin 1790, les citoyens actifs payant au moins trois livres d'impositions directes élisent le premier maire de Benest, Pierre Girard. En 1794, Charles Montjeau est maire (Pierre Girard est juge de paix du canton). En 1800, Pierre Girard redevient maire de Benest.
Entre 1913 et 1946, la commune était aussi desservie par une gare des Chemins de fer économiques des Charentes, petite ligne ferroviaire d'intérêt local à voie métrique d'Angoulême à Confolens par Saint-Angeau, Champagne-Mouton, Benest et Alloue, et appelée Petit Mairat en l'honneur de son initiateur Paul Mairat, né dans la commune.

### La ponne
Depuis des temps très anciens, on fabriquait à Benest la ponne, grande cuve en terre noire (1 m de haut et 80 cm de diamètre environ) utilisé jusqu'au début du XXe siècle pour faire la lessive. L'utilisation de fagots de bois vert en fin de cuisson, dégage du carbone qui se dépose sur les ponnes, dans les pores de la poterie, assure leur étanchéité en leur donnant la couleur noire qui avec les décorations traditionnelles en font leur caractéristique. Benest était renommé pour la fabrication des ponnes et le four où elles étaient cuites existe toujours dans le bourg. On peut visiter ce bâtiment en s'adressant à la mairie. Quelques modèles de ponnes, souvent fêlés, peuvent encore être aperçus dans les jardins où elles servent de bacs à fleurs.
Il se faisait principalement deux tailles de ponnes, et ces deux grandeurs se différenciaient par leur décor en relief, immuables pour chacune d'elles.

## Administration
Benest adhère à la communauté de communes de Charente Limousine et au SIVOS « Autour d'Alloue ».
| Période                                  | Période  | Identité               | Étiquette | Qualité            |
| ---------------------------------------- | -------- | ---------------------- | --------- | ------------------ |
| avant 1981                               | ?        | Jean Faure             |           |                    |
| 1987                                     | 1991     | Jean-François Galvaire | FN        | Avocat             |
| 1991                                     | ?        | Bernadette Moreau      | DVD       | Cultivatrice       |
| depuis 2001                              | 2020     | Jean-Jacques Meyer     | SE        | Retraité cadre EDF |
| 2020                                     | En cours | Olivier Chériot        |           | Ancien cadre       |
| Les données manquantes sont à compléter. |          |                        |           |                    |

La fiscalité est d'un taux de 7 % pour la taxe d'habitation, 14,49 % sur le foncier bâti, 56 % sur le non bâti et 13,91 % de taxe professionnelle, et comme la communauté de communes  prélève sur l'ensemble des quatre taxes, respectivement 1,01 %, 2,45 %, 8,25 % et 1,62 % cela donne au total et avant que s'y ajoutent le département et la région, 8,01 % pour la taxe d'habitation, 16,94 % sur le foncier bâti, 64,25 % sur le non bâti et 15,53 % de taxe professionnelle (chiffres 2007).

## Démographie

### Évolution démographique
L'évolution du nombre d'habitants est connue à travers les recensements de la population effectués dans la commune depuis 1793. Pour les communes de moins de 10 000 habitants, une enquête de recensement portant sur toute la population est réalisée tous les cinq ans, les populations de référence des années intermédiaires étant quant à elles estimées par interpolation ou extrapolation. Pour la commune, le premier recensement exhaustif entrant dans le cadre du nouveau dispositif a été réalisé en 2008.

En 2022, la commune comptait 307 habitants, en évolution de −4,06 % par rapport à 2016 (Charente : −0,48 %, France hors Mayotte : +2,11 %).
| 1793  | 1800  | 1806  | 1821  | 1831  | 1841  | 1846  | 1851  | 1856  |
| ----- | ----- | ----- | ----- | ----- | ----- | ----- | ----- | ----- |
| 1 400 | 1 262 | 1 378 | 1 395 | 1 480 | 1 485 | 1 524 | 1 466 | 1 578 |

| 1861  | 1866  | 1872  | 1876  | 1881  | 1886  | 1891  | 1896  | 1901  |
| ----- | ----- | ----- | ----- | ----- | ----- | ----- | ----- | ----- |
| 1 419 | 1 443 | 1 426 | 1 330 | 1 322 | 1 327 | 1 311 | 1 267 | 1 282 |

| 1906  | 1911  | 1921 | 1926 | 1931 | 1936 | 1946 | 1954 | 1962 |
| ----- | ----- | ---- | ---- | ---- | ---- | ---- | ---- | ---- |
| 1 296 | 1 266 | 920  | 995  | 972  | 947  | 909  | 867  | 739  |

| 1968 | 1975 | 1982 | 1990 | 1999 | 2006 | 2008 | 2013 | 2018 |
| ---- | ---- | ---- | ---- | ---- | ---- | ---- | ---- | ---- |
| 663  | 547  | 470  | 425  | 382  | 366  | 361  | 330  | 311  |

| 2022 | - | - | - | - | - | - | - | - |
| ---- | - | - | - | - | - | - | - | - |
| 307  | - | - | - | - | - | - | - | - |

### Pyramide des âges
La population de la commune est relativement âgée.
En 2018, le taux de personnes d'un âge inférieur à 30 ans s'élève à 20 %, soit en dessous de la moyenne départementale (30,2 %). À l'inverse, le taux de personnes d'âge supérieur à 60 ans est de 48,2 % la même année, alors qu'il est de 32,3 % au niveau départemental.
En 2018, la commune comptait 150 hommes pour 161 femmes, soit un taux de 51,77 % de femmes, légèrement supérieur au taux départemental (51,59 %).
Les pyramides des âges de la commune et du département s'établissent comme suit.
| Hommes | Classe d’âge | Femmes |
| ------ | ------------ | ------ |
| 1,3    | 90 ou +      | 2,5    |
| 18,0   | 75-89 ans    | 15,5   |
| 30,7   | 60-74 ans    | 28,6   |
| 21,3   | 45-59 ans    | 22,4   |
| 12,0   | 30-44 ans    | 8,1    |
| 10,0   | 15-29 ans    | 13,0   |
| 6,7    | 0-14 ans     | 9,9    |

| Hommes | Classe d’âge | Femmes |
| ------ | ------------ | ------ |
| 1      | 90 ou +      | 2,7    |
| 9,2    | 75-89 ans    | 12     |
| 20,6   | 60-74 ans    | 21,3   |
| 20,7   | 45-59 ans    | 20,3   |
| 16,8   | 30-44 ans    | 16     |
| 15,6   | 15-29 ans    | 13,4   |
| 16,1   | 0-14 ans     | 14,3   |

## Équipements, services et vie locale

### Enseignement
L'école est un RPI entre Alloue, Ambernac et Benest. Alloue accueille l'école primaire (maternelle et élémentaire), Ambernac et Benest une école élémentaire.

### Vie associative

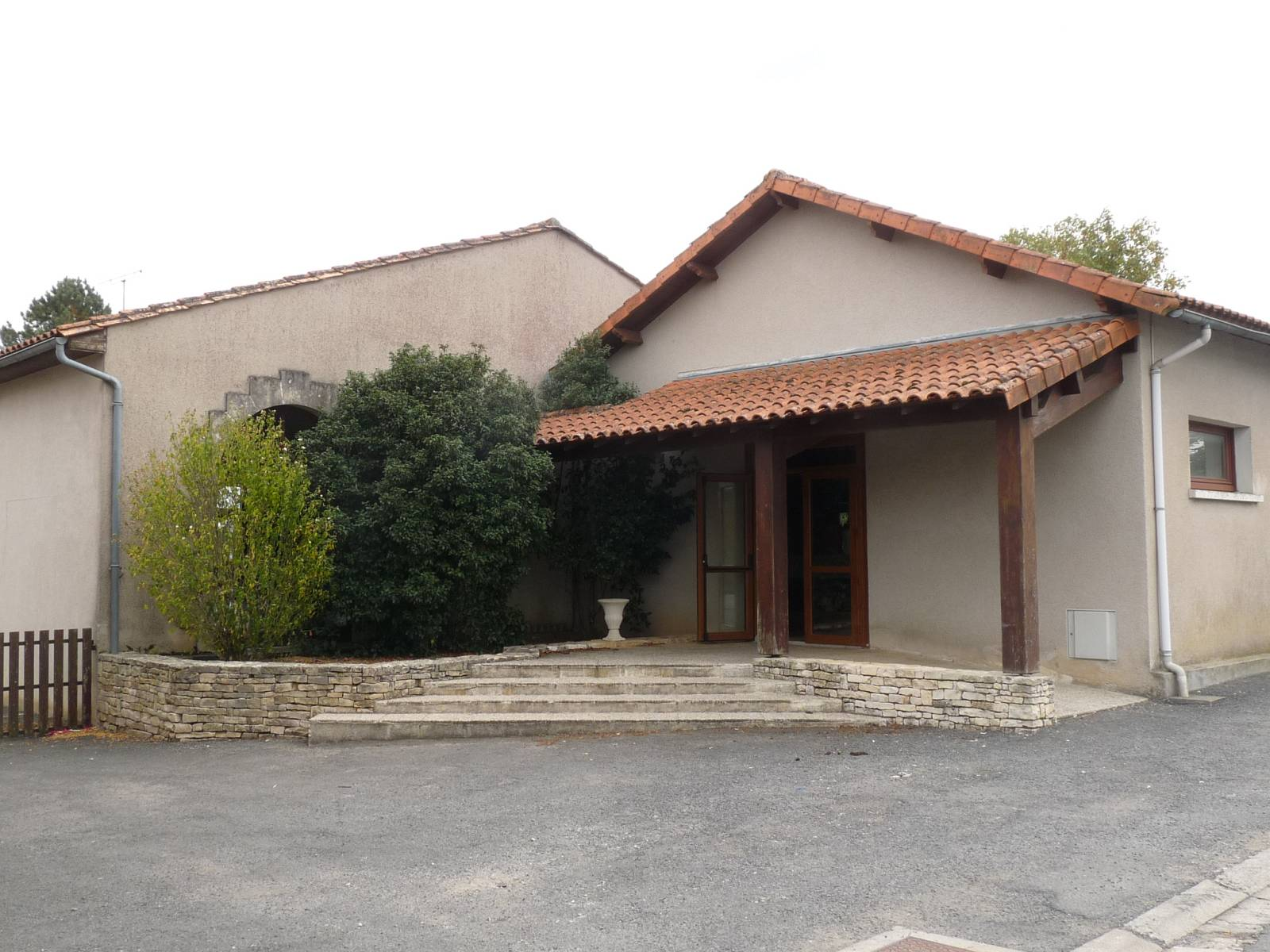
La salle des fêtes.

Elle est le fait de nombreuses associations : Comité des fêtes et de loisirs de Benest, l'Amitié du voisinage, l'Atelier du musicien de Charente-Limousine, société de chasse, société de pêche, club de pétanque, la Trace (association pour le tourisme, les randonnées, l'aménagement des chemins et de l'environnement), Élan charentais de Benest, les Picatos, club du 3e âge, anciens combattants, ABC Conseil (activités informatiques et éducatives), Cancer Support France.

## Culture locale et patrimoine

### Lieux et monuments

#### Patrimoine religieux

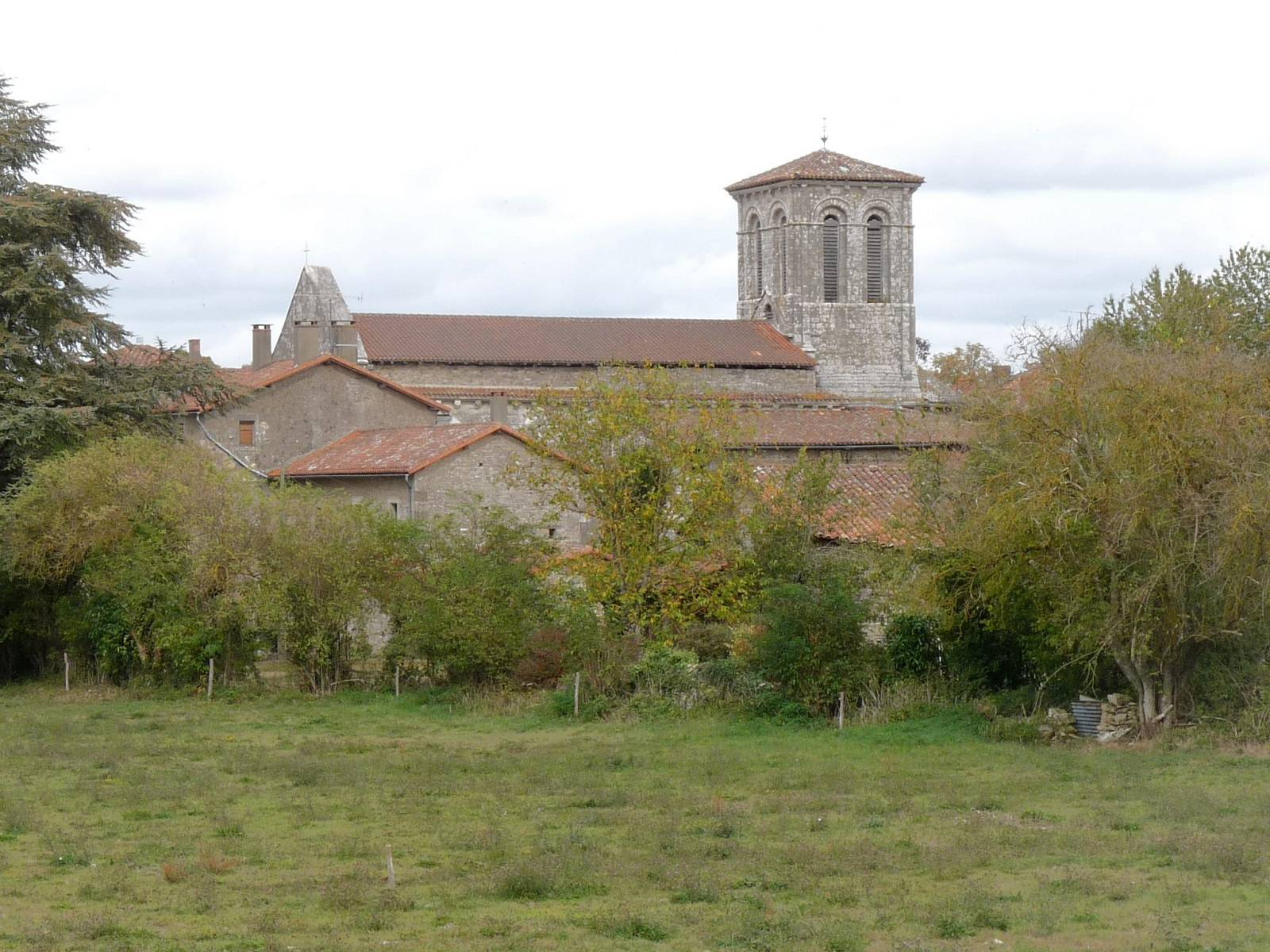
L'église Saint-Justinien.

L'église paroissiale Saint-Justinien, fut construite au XIIe siècle dépendait de l'abbaye de Charroux. Elle fut fondée par celle-ci et en même temps que celle-ci pour être un Prieuré-cure. Elle est de petite taille, mais son abside hémicirculaire et sa tour romane sont d'un style très pur. La surélévation du chœur pourrait laisser supposer l'existence d'une crypte. Une chapelle latérale lui fut ajoutée au sud au XVe siècle par un Pastoureau, seigneur d'Ordières, qui inscrivit son blason. En 1720 le clocher et le mur nord qui s'écroulèrent furent reconstruits. La façade ouest est hélas masquée par des servitudes construites au XVIIIe siècle. L'ancien logis prieural situé au sud, appelé localement « château Saint-Justinien », a été restauré dans les années 2000 par la municipalité et il est ouvert occasionnellement à la visite.
L'église est inscrite monument historique depuis 1984.
Elle contient une statue en bois peint de Vierge à l'Enfant du XVIIIe siècle, inscrite monument historique à titre objet depuis 1976.
La commune possède aussi cinq croix de chemins.
À Courteil, un petit emplacement appelé "Le Temple" rappelle le passage du protestantisme à Benest (il n'y reste pas de vestige de bâtiment religieux).

#### Patrimoine civil
Le château d'Ordières dont une partie a été inscrite monument historique le 13 avril 1989 : la tour sud-est qui est un ancien donjon, la façade nord et sa toiture.
Le premier sieur d'Ordières est Geoffroy Pastoureau, lieutenant-général du duché de Chatellerault (décédé avant 1555). En 1628, Pierre de Moneÿs épouse Esther Pastoureau et devient baron d'Ordière après 1660. Le dernier seigneur est Jean-Romuald de Moneÿs (1767-1848), qui émigra en 1791,.
Le château de la Borderie construit au XVIe siècle qui appartenait à la famille Boiceau de la Borderie et dont il ne reste que des ruines, alors qu'un logis a été construit à côté au XIXe siècle.
Les très nombreuses fermes datent pour la plupart du XIXe siècle mais quelques-unes sont du XVIIIe siècle.
Le lavoir et la fontaine de Pailler.
Le hameau de Loume est le lieu de l'ancienne gare.

### Personnalités liées à la commune
- Jean Boiceau de La Borderie (1513-1591), avocat et poète français, né à Benest.
- Adrien Paul Mairat (1865-1924), journaliste, né à Benest. Conseiller général de Champagne-Mouton à partir de 1894, puis élu député en 1906, il fut un initiateur des lignes de chemin de fer à voie étroite Angoulême-Roumazières et Saint-Angeau, les Chemins de fer économiques des Charentes. Il a résidé dans la commune voisine d'Alloue et est mort en 1924 à Angoulême.
- Jean-Robert Charraud (1924-2007), historien local[50]
- Michel Bosc (1963-), compositeur dont le roman Marie-Louise, l'Or et la Ressource[51] se déroule en partie à Benest et dont la 5e symphonie s'intitule Loume (le second mouvement évoque notamment l'église de Benest).

### Héraldique
| Blason | Blasonnement : D'azur à trois boisseaux d'or. |

L'écu, timbré d'une couronne murale d'or, est soutenu par deux sirènes. Le tout repose sur une ornementation végétale de sinople.